# Rawaki
Rawaki (Phoenix Island) je nenaseljeni koraljni otok u sastavu Kiribata.

## Zemljopis
Nalazi se u grupaciji otoka Phoenix, 180 km jugoistočno od Kantona. Površine je 0,5 km2.
U središtu otoka nalazi se slano jezero površine 20 ha i nekoliko lokvi slatke vode.
Najviša točka je šest metara od razine mora.

## Flora i fauna
Zbog svoje važnosti kao gnijezdilište ptica i morskih koranjača, Rawaki je 2008. godine postao zaštićeno područje. Faunu još čine sitne životinje poput cvrčaka, muha, moljaca i pauka. Dugi niz godina na otoku je obitavala i kolonija kunića.
Flora se u cijelosti sastoji od trava poput: Goniastrea stelligera, Goniastrea edwardsi, Echinopora lamellosa, Leptastrea purpurea, Cyphastrea chalcidicum, Montipora efflorescens, Pavona varians i Pavona clavus.

## Vanjske poveznice
|  | Zajednički poslužitelj ima još gradiva o temi Rawaki |